# تنگه دوور

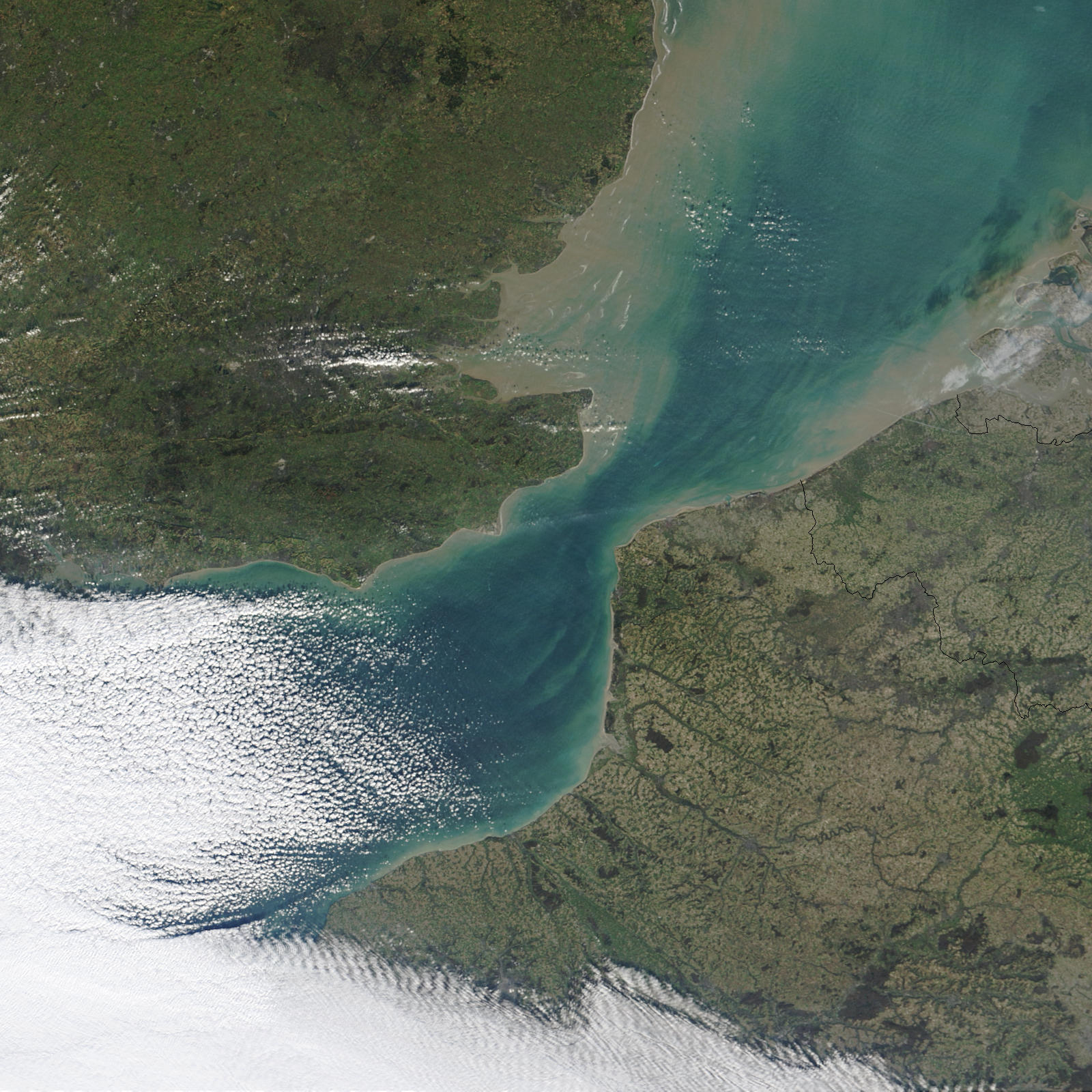
تصویر ماهواره‌ای ناسا، دسامبر ۲۰۰۲

تنگه دووِر (به انگلیسی: Strait of Dover) کم عرض‌ترین نقطهٔ کانال مانش است. میانگین و حداقل پهنای این تنگه به ترتیب تنها ۶۵ و ۳۴ کیلومتر است؛ و نزدیک‌ترین حد میان فرانسه و انگلستان، به‌شمار می‌آید. درازای این تنگه نیز ۱۸۵ کیلومتر است.
تنگه دوور، اقیانوس اطلس را به دریای شمال پیوند می‌دهد و از پرترددترین مسیرهای دریایی در جهان است.
از سال ۱۹۹۴ با ساخت تونل کانال مانش، مسافران می‌توانند با قطار از زیر آب این تنگه گذر کنند.